# Марціна
Марціна (ест. Martsina), також Марціно, Маарціна, Мартіххіна, Мартіїхіно, Мянністу, Мянніку — село в Естонії, входить до складу волості Меремяе, повіту Вирумаа.